# Monica Geingos

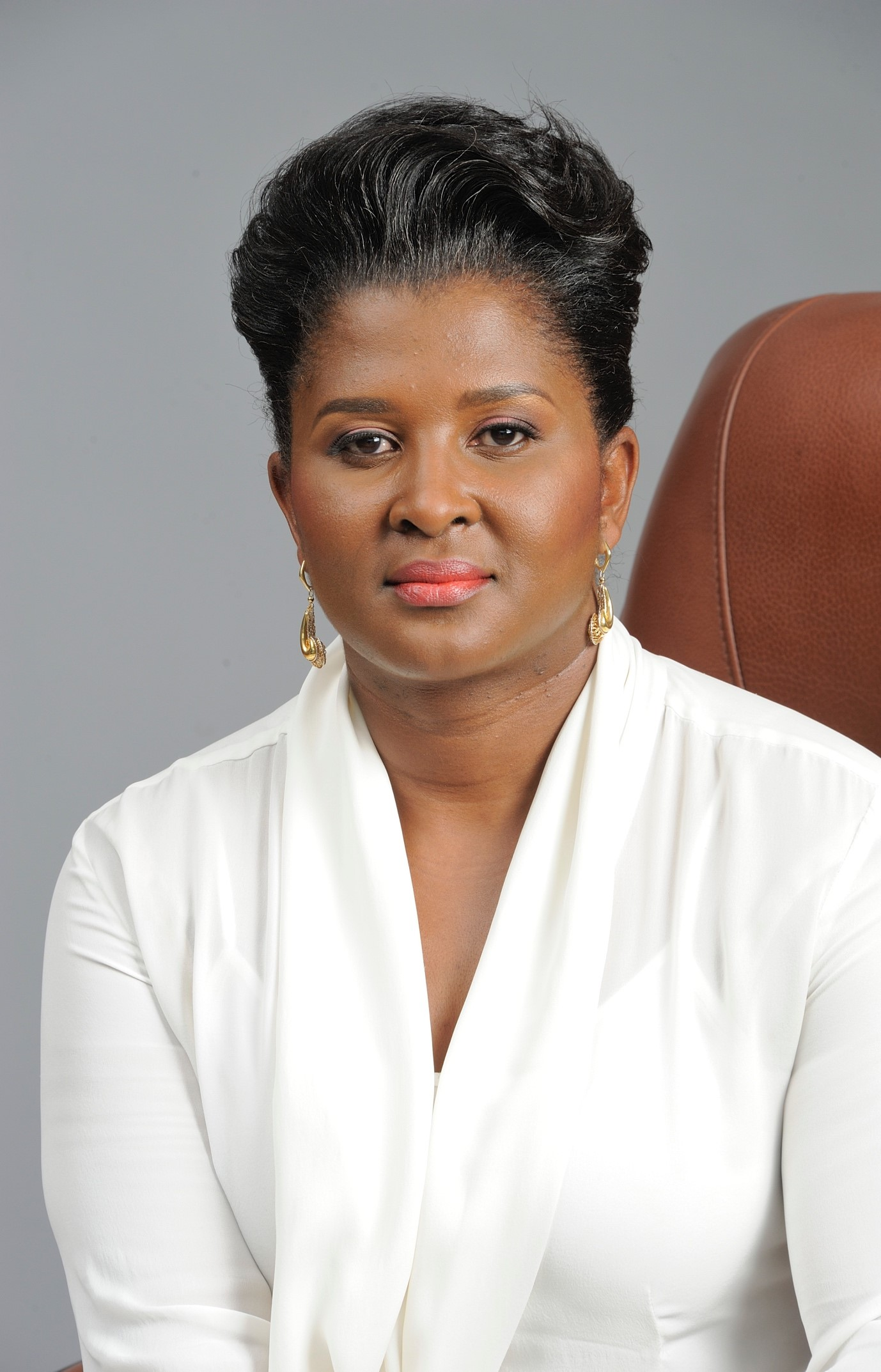
Monica Geingos (2021)

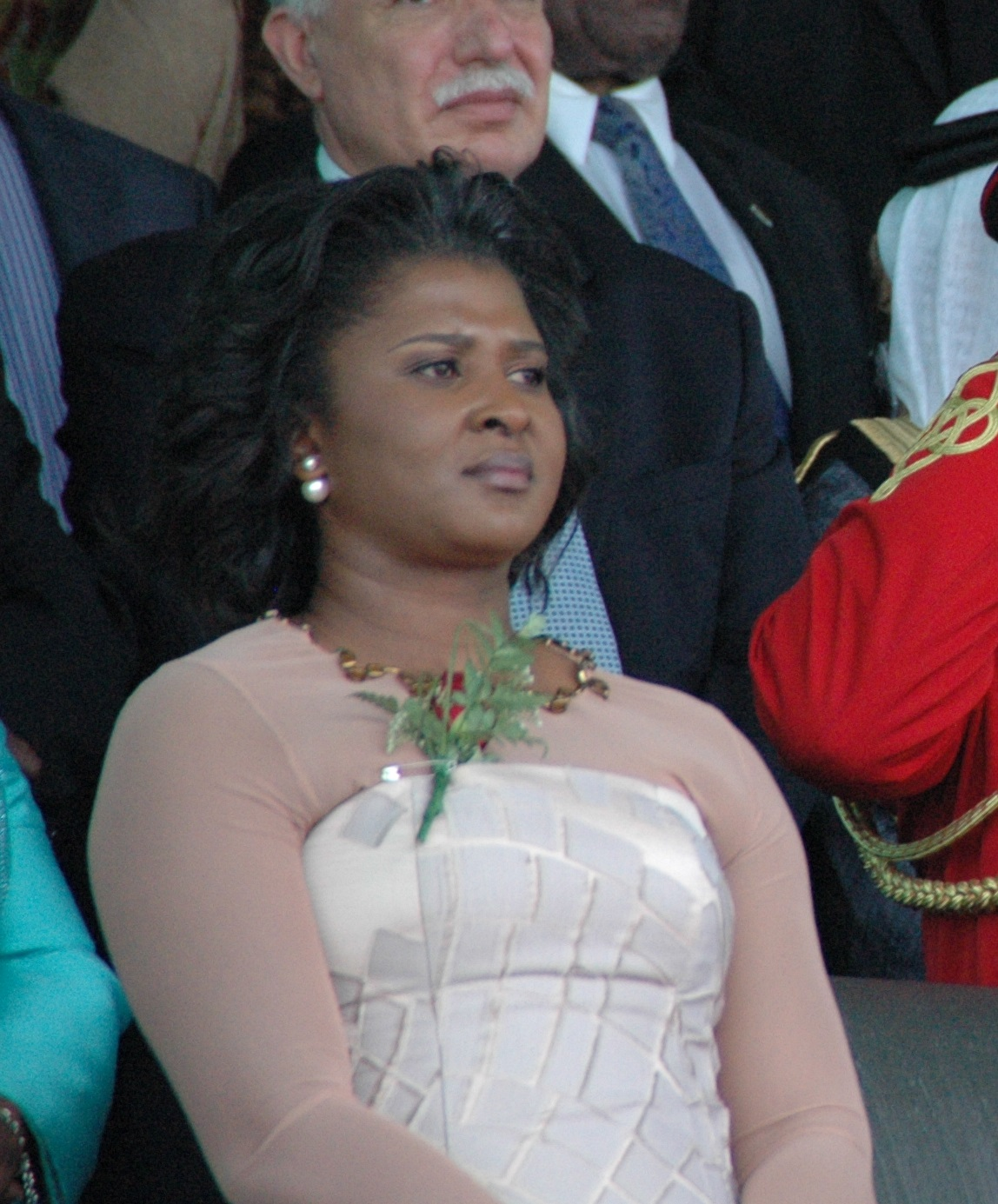
Monica Geingos bei der Vereidigung ihres Mannes zum Staatspräsidenten (2015)

Monica Geingos (* 15. November 1977 in Südwestafrika), geborene Monica Kalondo, ist eine namibische Unternehmerin und Vorstandsmitglied in zahlreichen großen Unternehmen des Landes. 2012 wurde sie zu einer der zwölf einflussreichsten Personen Namibias gewählt. Sie war von März 2015 bis zum Ableben ihres Ehemannes Hage  Geingob im Februar 2024 First Lady Namibias.
Geingos leitete unter anderem als Vorsitzende den Vorstand der EBank und ist Geschäftsführerin des Finanzunternehmens Stimulus sowie Generaldirektorin von Pointbreak.
Geingos hält den akademischen Grad B. Juris und einen Bachelor of Laws.
Seit 2016 ist sie UNAIDS-Special Advocate für junge Frauen und heranwachsende Mädchen. Für ihr Engagement gegen HIV/Aids wurde sie am 4. November 2018 von der Deutschen Aids-Stiftung mit dem „World Without AIDS Award“ ausgezeichnet.
Geingos hat im Mai 2016 die gemeinnützige Organisation One Economy Foundation ins Leben gerufen, die der Entwicklung des Landes und vor allem den Frauenrechten dienen soll.
2024 erhielt sie die Auszeichnung 2024 Hall of Femme Award des International Women's Forum South Africa.

## Privatleben
Sie war seit dem 14. Februar 2015 mit dem 35 Jahre älteren Hage Geingob, dem 2024 verstorbenen dritten Präsidenten Namibias, verheiratet. Die Beziehung wurde erst im Oktober 2014 öffentlich.